# Handball-Bundesliga (Frauen) 2022/23/Kader
An der Handball-Bundesliga Saison 2022/23, der 47. Spielzeit der Handball-Bundesliga, die ab dem 7. September 2022 ausgetragen wurde, nahmen 14 Mannschaften teil. In diesem Artikel werden die Kader der teilnehmenden Mannschaften dargestellt.
Quelle: 

## Mannschaften

### BSV Sachsen Zwickau
Für den BSV Sachsen Zwickau standen in dieser Saison folgende Spielerinnen mindestens einmal im Spielbericht:
| Spielerin               | Spiele | Tore | Anmerkungen                                                                                  |
| ----------------------- | ------ | ---- | -------------------------------------------------------------------------------------------- |
| Yasmin Will             | 2      | 0    | Erstes Bundesligaspiel am 23.11.2022 gegen SV Union Halle-Neustadt.                          |
| Sara Odden              | 7      | 3    |                                                                                              |
| Lara Seidel             | 8      | 12   | Lara Seidel wurde am 15. Februar 2023 auf Zweitspielrechtsbasis vom HC Leipzig verpflichtet. |
| Nora Jakobsson van Stam | 26     | 35   |                                                                                              |
| Díana Dögg Magnúsdóttir | 25     | 108  |                                                                                              |
| Kaja Kristensen         | 7      | 17   |                                                                                              |
| Juliane Peter           | 21     | 0    |                                                                                              |
| Ema Hrvatin             | 26     | 140  |                                                                                              |
| Charley Zenner          | 18     |      |                                                                                              |
| Jasmina Gierga          | 23     | 33   |                                                                                              |
| Natacha Buhl            | 26     | 4    |                                                                                              |
| Hannele Nilsson         | 25     | 67   |                                                                                              |
| Nele Kurzke             | 25     |      |                                                                                              |
| Simona Madžovska        | 14     | 33   |                                                                                              |
| Lea–Sophie Walkowiak    | 25     | 17   |                                                                                              |
| Alisa Pester            | 26     | 69   |                                                                                              |
| Aud Ingrid Silseth      | 26     |      |                                                                                              |
| Finia Jaz Wolf          | 12     | 2    | Erstes Bundesligaspiel am 07.12.22 gegen BVB Dortmund Handball.                              |
| Anna Franková           | 25     | 90   |                                                                                              |
| Rebeka Ertl             | 21     | 21   |                                                                                              |
| Laura Nagy              | 20     | 13   |                                                                                              |

### Buxtehuder SV
Für den Buxtehuder SV standen in dieser Saison folgende Spielerinnen mindestens einmal im Spielbericht:
| Spielerin                 | Spiele | Tore | Anmerkungen |
| ------------------------- | ------ | ---- | ----------- |
| Ylva-Elin Tants           | 15     |      |             |
| Liv Süchting              | 20     | 51   |             |
| Cara Reiche               | 9      | 10   |             |
| Johanna Heldmann          | 5      | 11   |             |
| Maj Nielsen               | 26     | 50   |             |
| Amelie Petra Gabriel      | 4      | 1    |             |
| Magda Kašpárková          | 23     | 31   |             |
| Maxi Mühlner              | 26     | 88   |             |
| Isabelle Dölle            | 24     | 140  |             |
| Marie Andresen            | 26     |      |             |
| Mailee Winterberg         | 26     | 43   |             |
| Maja Schönefeld           | 10     | 5    |             |
| Larissa Kroepel           | 1      | 0    |             |
| Anna Sophia Franz         | 3      | 0    |             |
| Lea Rühter                | 10     |      |             |
| Charlotte Kähr            | 24     | 103  |             |
| Lykka Elisabeth Lipka     | 4      | 0    |             |
| Lena Münzer               | 1      | 1    |             |
| Luise Albert              | 4      | 0    |             |
| Minke van den Nieuwendijk | 1      | 0    |             |
| Lucia Kollmer             | 4      | 2    |             |
| Sinah Hagen               | 12     | 26   |             |
| Teresa von Prittwitz      | 23     | 78   |             |
| Cara Hartstock            | 26     | 23   |             |
| Mia Lakenmacher           | 16     | 26   |             |

### Borussia Dortmund
Für Borussia Dortmund standen in dieser Saison folgende Spielerinnen mindestens einmal im Spielbericht:
| Spielerin          | Spiele | Tore | Anmerkungen |
| ------------------ | ------ | ---- | ----------- |
| Alina Grijseels    | 20     | 121  |             |
| Zoë Sprengers      | 24     | 110  |             |
| Maraike Kusian     | 25     | 38   |             |
| Lisa Antl          | 25     | 74   |             |
| Harma van Kreij    | 15     | 27   |             |
| Sophie Moth        | 25     |      |             |
| Madita Kohorst     | 19     |      |             |
| Yara ten Holte     | 26     |      |             |
| Meret Ossenkopp    | 25     | 67   |             |
| Haruno Sasaki      | 24     | 33   |             |
| Emma Olsson        | 23     | 50   |             |
| Frida Nåmo Rønning | 26     | 79   |             |
| Zoe Stens          | 25     | 6    |             |
| Lena Hausherr      | 23     | 55   |             |
| Lyna Schwarz       | 8      | 0    |             |
| Mara Birk          | 2      | 0    |             |
| Lara Egeling       | 2      | 0    |             |
| Dana Bleckmann     | 26     | 135  |             |
| Sara Garović       | 18     | 26   |             |

### HSG Bad Wildungen
Für HSG Bad Wildungen standen in dieser Saison folgende Spielerinnen mindestens einmal im Spielbericht:
| Spielerin         | Spiele | Tore | Anmerkungen |
| ----------------- | ------ | ---- | ----------- |
| Larissa Schutrups | 26     |      |             |
| Annika Ingenpaß   | 26     | 122  |             |
| Maren Gajewski    | 17     | 2    |             |
| Anouk Nieuwenweg  | 22     | 44   |             |
| Emma Ruwe         | 25     | 14   |             |
| Anika Hampel      | 25     | 120  |             |
| Manuela Brütsch   | 25     |      |             |
| Thea Øby-Olsen    | 18     | 30   |             |
| Jana Scheib       | 26     | 157  |             |
| Marieke Blase     | 26     | 26   |             |
| Julia Symanzik    | 26     | 23   |             |
| Verena Oßwald     | 26     | 96   |             |
| Sabine Heusdens   | 15     | 5    |             |
| Maksi Pallas      | 26     | 58   |             |
| Jolina Huhnstock  | 25     | 34   |             |
| Lisa-Marie Merck  | 24     | 2    |             |

### HSG Bensheim/Auerbach
Für HSG Bensheim/Auerbach standen in dieser Saison folgende Spielerinnen mindestens einmal im Spielbericht:
| Spielerin               | Spiele | Tore | Anmerkungen |
| ----------------------- | ------ | ---- | ----------- |
| Amelie Berger           | 22     | 51   |             |
| Isabell Hurst           | 16     | 28   |             |
| Leonie Kockel           | 17     | 13   |             |
| Lotta Heider            | 26     | 74   |             |
| Myrthe Schoenaker       | 25     | 58   |             |
| Elisa Stuttfeld         | 25     | 18   |             |
| Jana Haas               | 4      | 0    |             |
| Alicia Soffel           | 22     | 52   |             |
| Ndidi Agwunedu          | 26     | 31   |             |
| Vanessa Fehr            | 23     |      |             |
| Lisa Friedberger        | 25     | 133  |             |
| Sarah van Gulik         | 24     | 60   |             |
| Neele Mara Orth         | 12     | 5    |             |
| Lucie-Marie Kretzschmar | 25     | 106  |             |
| Helen van Beurden       | 26     |      |             |
| Sophia Ewald            | 12     | 4    |             |
| Lilli Holste            | 26     | 28   |             |
| Dionne Visser           | 25     | 78   |             |

### HSG Blomberg-Lippe
Für HSG Blomberg-Lippe standen in dieser Saison folgende Spielerinnen mindestens einmal im Spielbericht:
| Spielerin               | Spiele | Tore | Anmerkungen                                                   |
| ----------------------- | ------ | ---- | ------------------------------------------------------------- |
| Zoë Krüger              | 1      |      | Erstes Bundesligaspiel am 12.10.2022 gegen SG BBM Bietigheim. |
| Laura Rüffieux          | 26     | 92   |                                                               |
| Ann Kynast              | 25     | 30   |                                                               |
| Laetitia Quist          | 25     | 101  |                                                               |
| Leni Ruwe               | 20     | 15   |                                                               |
| Lisa Frey               | 18     | 20   |                                                               |
| Nieke Kühne             | 18     | 50   |                                                               |
| Lisa Bormann-Rajes      | 21     | 20   |                                                               |
| Zoe Ludwig              | 26     |      |                                                               |
| Julia Hertha            | 1      | 0    | Erstes Bundesligaspiel am 27.11.2022 gegen HSG Bad Wildungen. |
| Melanie Veith           | 25     |      |                                                               |
| Merle Pauser            | 1      | 0    |                                                               |
| Fabienne Thiele         | 2      | 0    | Erstes Bundesligaspiel am 27.11.2022 gegen HSG Bad Wildungen. |
| Nina Strohmeier         | 2      | 0    | Erstes Bundesligaspiel am 27.11.2022 gegen HSG Bad Wildungen. |
| Emelyn van Wingerden    | 26     | 38   |                                                               |
| Nele Franz              | 20     | 67   |                                                               |
| Malina Marie Michalczik | 25     | 148  |                                                               |
| Stefanie Kaiser         | 21     | 38   |                                                               |
| Alexia Hauf             | 26     | 100  |                                                               |
| Mia Ziercke             | 25     | 53   |                                                               |

### Sport-Union Neckarsulm
Für Sport-Union Neckarsulm standen in dieser Saison folgende Spielerinnen mindestens einmal im Spielbericht:
| Spielerin                    | Spiele | Tore | Anmerkungen |
| ---------------------------- | ------ | ---- | ----------- |
| Walentyna Salamacha          | 26     |      |             |
| Laila Ihlefeldt              | 19     | 14   |             |
| Sharon Nooitmeer             | 23     | 68   |             |
| Svenja Mann                  | 18     | 6    |             |
| Amber Verbraeken             | 22     | 32   |             |
| Tija Gomilar Zickero         | 24     | 43   |             |
| Fatos Kücükyildiz            | 21     | 60   |             |
| Olga Anatoljewna Gorschenina | 18     | 32   |             |
| Daphne Gautschi              | 25     | 120  |             |
| Annefleur Bruggeman          | 26     | 31   |             |
| Sarah Wachter                | 24     |      |             |
| Luisa Schulze                | 5      | 15   |             |
| Anita Poláčková              | 11     |      |             |
| Lin Johannsen                | 26     | 53   |             |
| Rebecca Schäfer              | 3      | 1    |             |
| Sophie Lütke                 | 16     | 24   |             |
| Munia Smits                  | 9      | 21   |             |
| Nina Engel                   | 24     | 112  |             |
| Carmen Moser                 | 23     | 48   |             |

### SG BBM Bietigheim
Für SG BBM Bietigheim standen in dieser Saison folgende Spielerinnen mindestens einmal im Spielbericht:
| Spielerin               | Spiele | Tore | Anmerkungen |
| ----------------------- | ------ | ---- | ----------- |
| Kaba Gassama            | 26     | 67   |             |
| Antje Döll              | 18     | 50   |             |
| Annika Meyer            | 26     | 70   |             |
| Roos Daleman            | 7      | 13   |             |
| Inger Smits             | 25     | 55   |             |
| Kerstin Kündig          | 20     | 25   |             |
| Melinda Szikora         | 26     |      |             |
| Karolina Kudłacz-Gloc   | 25     | 41   |             |
| Kim Naidzinavicius      | 26     | 76   |             |
| Kelly Dulfer            | 25     | 94   |             |
| Xenia Smits             | 26     | 111  |             |
| Trine Østergaard Jensen | 26     | 78   |             |
| Julia Maidhof           | 26     | 118  |             |
| Jenny Behrend           | 26     | 75   |             |
| Lea Grießer             | 11     | 1    |             |
| Veronika Malá           | 23     | 65   |             |
| Gabriela Moreschi       | 26     |      |             |

### SV Union Halle-Neustadt
Für SV Union Halle-Neustadt standen in dieser Saison folgende Spielerinnen mindestens einmal im Spielbericht:
| Spielerin           | Spiele | Tore | Anmerkungen |
| ------------------- | ------ | ---- | --- |
| Edita Nuković       | 18     | 44   | |
| Lotta Woch          | 21     | 35   | |
| Franziska Fischer   | 25     | 24   | |
| Judith Tietjen      | 26     | 53   | |
| Anica Gudelj        | 26     |      | |
| Madeleine Östlund   | 26     | 67   | |
| Cecilie Woller      | 24     | 73   | |
| Thara Sieg          | 9      |      | |
| Maxime Struijs      | 20     | 37   | |
| Helena Mikkelsen    | 20     | 39   | |
| Lilli Röpcke        | 9      | 15   | Lilli Röpcke wurde auf Grund der Verletzung von Anica Gudelj am 16. Februar 2023 auf Zweispielrechtsbasis vom Zweitligisten HC Leipzig verpflichtet. |
| Cara Reuthal        | 26     | 66   | |
| Alexandra Lundström | 25     | 43   | |
| Julia Niewiadomska  | 24     | 128  | |
| Hannah Lena Wilke   | 1      | 1    | |
| Vanessa Dierks      | 26     | 36   | |
| Lucy Strauchmann    | 13     | 8    | |
| Marija Gudelj       | 13     | 28   | |
| Lara Lepschi        | 26     |      | |

### Thüringer HC
Für Thüringer HC standen in dieser Saison folgende Spielerinnen mindestens einmal im Spielbericht:
| Spielerin               | Spiele | Tore | Anmerkungen |
| ----------------------- | ------ | ---- | ----------- |
| Laura Kuske             | 25     |      |             |
| Nikoline Lundgreen      | 18     | 19   |             |
| Sonja Frey              | 19     | 87   |             |
| Nathalie Hendrikse      | 23     | 108  |             |
| Yuki Tanabe             | 25     | 39   |             |
| Dominika Zachová        | 26     | 34   |             |
| Madeleine Hilby         | 19     | 11   |             |
| Sara Rønningen          | 23     | 42   |             |
| Kim Ott                 | 2      | 1    |             |
| Vilma Matthijs Holmberg | 25     | 51   |             |
| Irma Schjött            | 25     |      |             |
| Anika Niederwieser      | 26     | 42   |             |
| Nicole Roth             | 26     |      |             |
| Johanna Stockschläder   | 26     | 108  |             |
| Annika Lott             | 24     | 146  |             |
| Paula Büttner           | 1      | 0    |             |
| Lýdia Jakubisová        | 8      | 17   |             |
| Johanna Reichert        | 24     | 79   |             |
| Jennifer Rode           | 21     | 57   |             |

### TSV Bayer 04 Leverkusen
Für TSV Bayer 04 Leverkusen standen in dieser Saison folgende Spielerinnen mindestens einmal im Spielbericht:
| Spielerin              | Spiele | Tore | Anmerkungen                                                   |
| ---------------------- | ------ | ---- | ------------------------------------------------------------- |
| Lieke van der Linden   | 26     |      |                                                               |
| Mareike Thomaier       | 24     | 146  |                                                               |
| Živilė Jurgutytė       | 23     | 25   |                                                               |
| Nathalie Julie Corsten | 1      | 0    |                                                               |
| Christin Kaufmann      | 1      | 0    | Erstes Bundesligaspiel am 18.12.2022 gegen HSG Bad Wildungen. |
| Viola Leuchter         | 25     | 153  |                                                               |
| Fem Boeters            | 23     | 60   |                                                               |
| Louisa Gerke           | 4      | 0    |                                                               |
| Naina Klein            | 22     | 73   |                                                               |
| Sophia Cormann         | 25     | 28   |                                                               |
| Marla Mathwig          | 24     | 1    |                                                               |
| Ariane Pfundstein      | 16     | 10   |                                                               |
| Lynn Kuipers           | 19     | 17   |                                                               |
| Sophie Pickrodt        | 2      | 0    | Erstes Bundesligaspiel am 27.11.2022 gegen VfL Waiblingen.    |
| Nele Vogel             | 1      |      |                                                               |
| Emilia Ronge           | 24     | 26   |                                                               |
| Pia Terfloth           | 23     | 39   |                                                               |
| Miranda Nasser         | 26     |      |                                                               |
| Mariana Lopes          | 20     | 117  |                                                               |
| Loreen Veit            | 20     | 35   |                                                               |
| Marie Teusch           | 25     | 12   |                                                               |
| Jennifer Souza         | 5      | 11   |                                                               |

### TuS Metzingen
Für TuS Metzingen standen in dieser Saison folgende Spielerinnen mindestens einmal im Spielbericht:
| Spielerin            | Spiele | Tore | Anmerkungen |
| -------------------- | ------ | ---- | ----------- |
| Laura Godard         | 26     | 34   |             |
| Magda Balsam         | 24     | 115  |             |
| Katarina Pandza      | 25     | 133  |             |
| Sabrina Tröster      | 26     | 23   |             |
| Ida Petzold          | 13     | 4    |             |
| Lena Degenhardt      | 17     | 85   |             |
| Marie Weiss          | 7      |      |             |
| Rebecca Rott         | 6      | 14   |             |
| Lea Schüpbach        | 24     |      |             |
| Marte Juuhl Svensson | 26     | 90   |             |
| Rebecca Nilsson      | 26     |      |             |
| Sandra Erlingsdóttir | 25     | 43   |             |
| Maren Weigel         | 21     | 56   |             |
| Tyra Bessert         | 4      | 0    |             |
| Svenja Hübner        | 26     | 34   |             |
| Julia Behnke         | 23     | 43   |             |
| Dagmara Nocuń        | 26     | 133  |             |
| Viktória Woth        | 10     | 1    |             |

### VfL Oldenburg
Für VfL Oldenburg standen in dieser Saison folgende Spielerinnen mindestens einmal im Spielbericht:
| Spielerin            | Spiele | Tore | Anmerkungen |
| -------------------- | ------ | ---- | ----------- |
| Julia Renner         | 2      |      |             |
| Leonie Büchert       | 3      | 0    |             |
| Kaatje Hempen        | 1      | 0    |             |
| Lana Teiken          | 21     | 19   |             |
| Toni-Luisa Reinemann | 25     | 164  |             |
| Kim Birke            | 2      | 0    |             |
| Sophie Weyers        | 19     | 3    |             |
| Lisa Munderloh       | 24     | 8    |             |
| Marloes Hoitzing     | 26     | 28   |             |
| Kathrin Pichlmeier   | 11     | 39   |             |
| Hannah Weyers        | 3      | 0    |             |
| Nele Reese           | 25     |      |             |
| Jane Martens         | 25     | 47   |             |
| Marie Steffen        | 26     | 89   |             |
| Merle Carstensen     | 23     | 172  |             |
| Maike Schirmer       | 26     | 83   |             |
| Lena Feiniler        | 26     | 32   |             |
| Luca Schumacher      | 2      | 0    |             |
| Lena Klöcker         | 1      | 0    |             |
| Pia Menne            | 2      | 1    |             |
| Merle Heidergott     | 20     | 15   |             |
| Luisa Knippert       | 4      | 15   |             |
| Sophie Fasold        | 24     |      |             |
| Paulina Golla        | 24     | 88   |             |

### VfL Waiblingen
Für VfL Waiblingen Handball standen in dieser Saison folgende Spielerinnen mindestens einmal im Spielbericht:
| Spielerin         | Spiele | Tore | Anmerkungen |
| ----------------- | ------ | ---- | ----------- |
| Branka Zec        | 24     |      |             |
| Vanessa Nagler    | 21     | 43   |             |
| Magdalena Probst  | 24     | 28   |             |
| Matilda Ehlert    | 26     | 71   |             |
| Lena Klingler     | 23     | 43   |             |
| Samira Brand      | 24     | 46   |             |
| Caren Hammer      | 23     | 26   |             |
| Svenja Wunsch     | 9      |      |             |
| Emma Hertha       | 25     | 79   |             |
| Kimberly Gisa     | 24     | 16   |             |
| Leonie Henkel     | 19     | 34   |             |
| Vivien Jäger      | 25     | 29   |             |
| Rabea Pollakowski | 26     | 90   |             |
| Celina Meißner    | 25     |      |             |
| Julia Herbst      | 18     | 34   |             |
| Vivien David      | 4      | 0    |             |
| Lara Eckhardt     | 24     | 83   |             |